# Käthe-Kollwitz-Denkmal (Weimar)

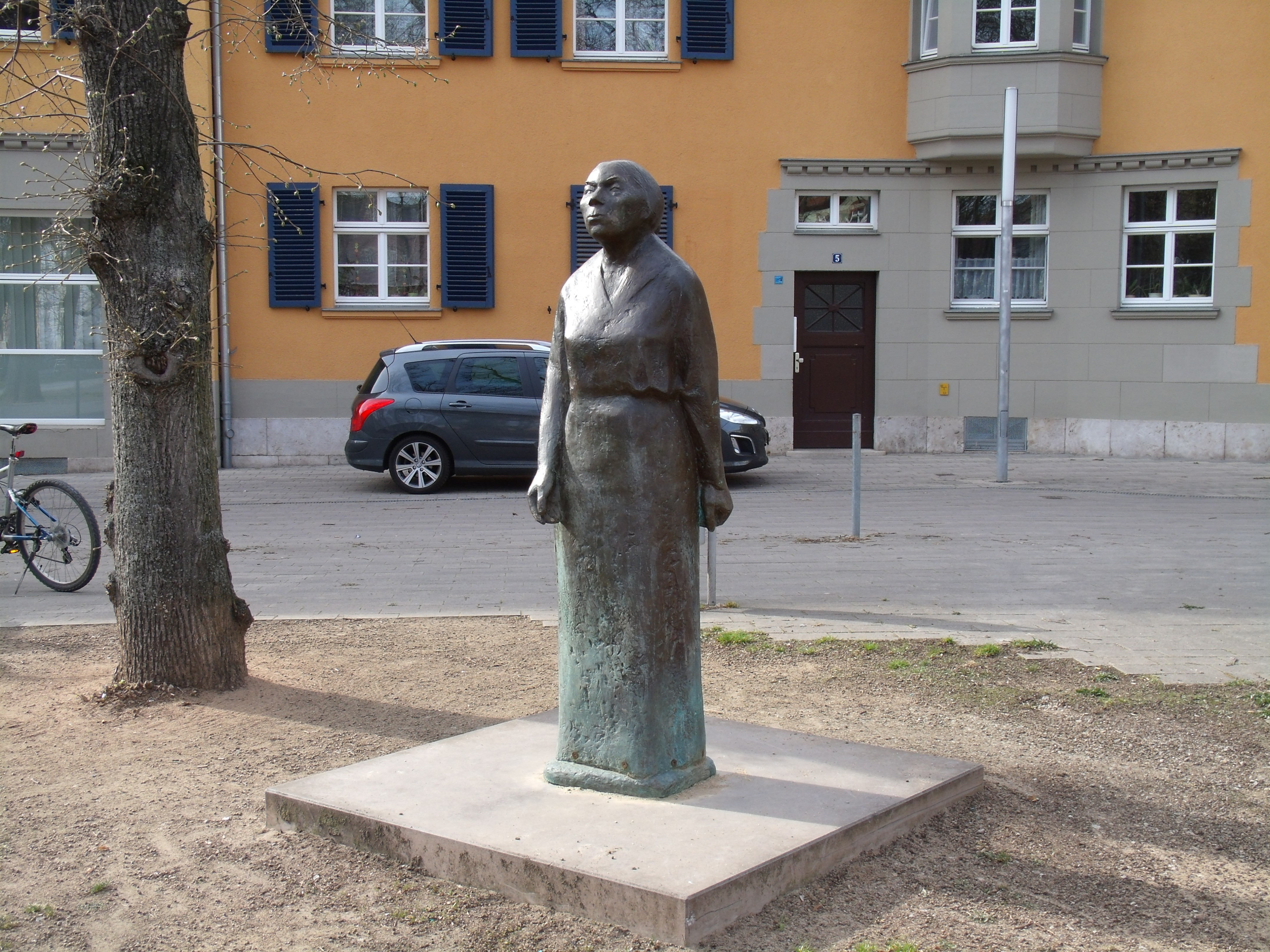
Käthe-Kollwitz-Denkmal

Das Käthe-Kollwitz-Denkmal ist eine lebensgroße Bronzestatue der Künstlerin Käthe Kollwitz. Es befindet sich gegenüber der Käthe-Kollwitz-Schule am Zeppelinplatz in Weimar. Die Statue wurde 1979 von der Erfurter Bildhauerin Anke Besser-Güth geschaffen.
Das Käthe-Kollwitz-Denkmal steht u. a. auf der Liste der Kulturdenkmale am Zeppelinplatz in Weimar bzw. auf der Liste der Kulturdenkmale in Weimar (Einzeldenkmale).
Auch die erwähnte Käthe-Kollwitz-Schule ist denkmalgeschützt.